# Pontons de Chatham
Les pontons de Chatham sont des prisons situées dans la baie devant la ville de Chatham dans le Kent au Royaume-Uni. Les pontons sont d'anciens navires de guerre qui ne peuvent plus prendre la mer et qui sont ancrés afin de servir de prison.
Le maréchal de camp Pillet, qui séjourna dans ces pontons, les décrits comme hautement insalubres : de petites tailles, avec des nombreux hommes entassés et peu d'ouverture pour faire circuler l'oxygène.